# Megalurulus rubiginosus
Megalurulus rubiginosus е вид птица от семейство Locustellidae.

## Разпространение
Видът е разпространен в Папуа Нова Гвинея.